# Bűbáj herceg és a nagy varázslat
A Bűbáj herceg és a nagy varázslat (eredeti cím: Charming) 2018-ban bemutatott amerikai–kanadai 3D-s számítógépes animációs film, melyet Ross Venokur írt és rendezett. Az animációs játékfilm producere John H. Williams és Henry Skelsey. A zenéjét Tom Howe szerezte. A mozifilm gyártói az anguard Animation, a 3QU Media, a Cinesite és a WV Enterprises, forgalmazója világszerte a Smith Global Media, Magyarországon az ADS Service. Műfaja zenés romantikus fantasy-filmvígjáték.
A filmet először Vietnámban mutatták be 2018. április 20-án, Magyarországon 2018. április 26-án került a mozikba, az amerikai bemutató dátuma nem ismert.

## Cselekmény
|  | Alább a cselekmény részletei következnek! |

A történet egy eddig ismeretlen részt mesél el Hamupipőke, Hófehérke és Csipkerózsika életéből, akiknek Bűbáj herceg házasságot ígért, miután megmentette őket, mert úgy gondolta, hogy feleséget csak a hercegnők közül választhat.
Bűbáj herceg egy gonosz boszorkány átka miatt a nők számára ellenállhatatlan vonzerővel rendelkezik, ő azonban nem érzi ugyanazt az érzést. Az átok a herceg 21. születésnapján éjfélkor azzal a következménnyel fog járni, hogy a romantikus szerelem fogalma megszűnik.
Az átok megtöréséhez három, szinte lehetetlen feladatot kell teljesítenie a rendelkezésére álló három napban. Szerencséjére akad egy felbérelt segítője egy tolvajnő személyében, akire egyrészt nem hat a bűbája, másrészt férfinak adja ki magát.
|  | Itt a vége a cselekmény részletezésének! |

## Szereplők
| Szereplő          | Eredeti hang      | Magyar hang           |
| ----------------- | ----------------- | --------------------- |
| Lenore            | Demi Lovato       | Szinetár Dóra         |
| Lenore            | Demi Lovato       | Vágó Bernadett (ének) |
| Bűbáj herceg      | Wilmer Valderrama | Miller Zoltán         |
| Fél-Orákulum      | Sia               | Tóth Gabi             |
| Hófehérke         | Avril Lavigne     | Csuha Bori            |
| Hamupipőke        | Ashley Tisdale    | Csifó Dorina          |
| Csipkerózsika     | G.E.M.            | Laurinyecz Réka       |
| Nemezis Nemetess  | Nia Vardalos      | Nádasi Veronika       |
| Tündérkeresztanya | John Cleese       | Fekete Zoltán         |
| Bűbáj király      | Carlos Alazraqui  | Papp János            |
| Matilija szakács  | Tara Strong       | Virághalmy Judit      |